# Усогорське міське поселення
Усого́рське міське поселення (рос. Усогорское городское поселение) — муніципальне утворення у складі Удорського району Республіки Комі, Росія. Адміністративний центр — селище міського типу Усогорськ.

## Населення
Населення — 5286 осіб (2017, 5453 у 2010, 5712 у 2002, 3885 у 1989).

## Склад
До складу поселення входять такі населені пункти:
| Населений пункт                 | Населення, осіб (1989) | Населення, осіб (2002) | Населення, осіб (2010) |
| ------------------------------- | ---------------------- | ---------------------- | ---------------------- |
| Верхньомезенськ, селище         | 86                     | -                      | -                      |
| Нижній Вильиб, присілок         | 25                     | 12                     | 10                     |
| Разгорт, присілок               | 182                    | 117                    | 100                    |
| Усогорськ, селище міського типу | 3592                   | 5583                   | 5343                   |